# المعتقلون البوسنيون في غوانتانامو
اعتقلت الولايات المتحدة ما يقرب من اثني عشر بوسني في معتقل غوانتانامو. عدد المعتقلين الكلي هو 779 معتقل إداريًا خارج نطاق القضاء في معتقل غوانتانامو الأمريكي في كوبا منذ فتح معسكرات الاعتقال في 11 يناير 2002، وانخفص العدد إلى 160 تقريبًا في ديسمبر 2013، واعتبارًا من يناير 2017، لا زال يوجد 45 معتقل في غوانتانامو.

## القائمة
| رقم الاعتقال | الاسم           | الصورة | تاريخ الاعتقال | تاريخ إطلاق السراح | ملاحظات |
| ------------ | --------------- | ------ | -------------- | ------------------ | --- |
| 65           | عمر رجب أمين    |        |                | نُقل                | مواطن بوسني وكويتي. وصل إلى البوسنة بعد انتهاء الحرب هناك. وتزوج من امرأة بوسنية، وحصل على الجنسية البوسنية. |
| 535          | طارق السواح     |        | 5-5-2002       | 20-1-2016          | هو مصري، كان من المقاتلين العرب الذين قاتلوا في حرب البوسنة خلال تفكك يوغوسلافيا، وحصل على الجنسية البوسنية. كان ماهرًا في صناعة القنابل. في 20 يناير 2016 تم إطلاق سراحه بعدما أعربت البوسنة والهرسك عن استعدادها لاستقباله على أراضيها، وطار جوًا إلى هناك في نفس اليوم.     |
| 10001        | بن سياح بلقاسم  |        | 8-10-2001      | 5-10-2013          | هو جزائري بوسني، اعتقل للاشتباه في التخطيط لتفجير السفارة الأمريكية في البوسنة. وهي القضية المعروفة بالجزائرين الستة. وفي 5 ديسمبر 2013، قالت وزارة الدفاع الأمريكية في بيان لها أن بلقاسم قد عاد إلى الجزائر.                                                               |
| 10002        | صابر محفوظ لحمر |        | 21-1-2002      | 30-11-2009         | اعتقل للاشتباه في التخطيط لتفجير السفارة الأمريكية في البوسنة. وهي القضية المعروفة بالجزائرين الستة. |
| 10003        | محمد نيشل       |        | 2001           | 16-12-2008         | كان على علاقة بالجماعة الإسلامية في الجزائر. وتم اتهامه في تفجير السفارة الأمريكية في سراييفو، وتم تبرئته فيما بعد. |
| 10004        | مصطفى خضر       |        | 18-10-2001     | 16-12-2008         | ولد في الجزائر، وسافر إلى البوسنة، وتزوج من امرأة بوسنية، وأصبح مواطن بوسني. اعتقل بتهمة المشاركة في مؤامرة لتفجير سفارة الولايات المتحدة، يقول خضر أنه كان يُعامل معاملة وحشية هناك، فيقول أن الحراس كانوا يضربونه مكبلًا، ويعذبونه مما أصابه بالشلل في الجزء الأيسر من وجهه. |
| 10005        | لخضر بومدين     |        | يناير-2002     | 19-5-2009          | |
| 10006        | حاج بوديله      |        |                | 16-12-2008         | جزائري بوسني، اعتقل بتهمة المشاركة في مؤامرة لتفجير سفارة الولايات المتحدة في البوسنة. |

## وصلات خارجية
- "Six years from home – Guantánamo detainees from Bosnia and Herzegovina". منظمة العفو الدولية. منظمة العفو الدولية. 18 يناير 2008. مؤرشف من الأصل في 2012-10-10. اطلع عليه بتاريخ 2008-01-18.